# Guy Môquet
Guy Môquet, né le 26 avril 1924 à Paris et mort le 22 octobre 1941 à Châteaubriant (Loire-Inférieure), est un militant communiste, célèbre pour avoir été le plus jeune des quarante-huit otages fusillés, le 22 octobre 1941, à Châteaubriant, Nantes et Paris en représailles après la mort de Karl Hotz,.
Son nom, plus particulièrement associé à celui des vingt-sept fusillés du camp de Châteaubriant, est passé dans l'histoire comme un symbole des héros et des martyrs français de l'Occupation allemande durant la Seconde Guerre mondiale.

## Biographie

### Origines familiales

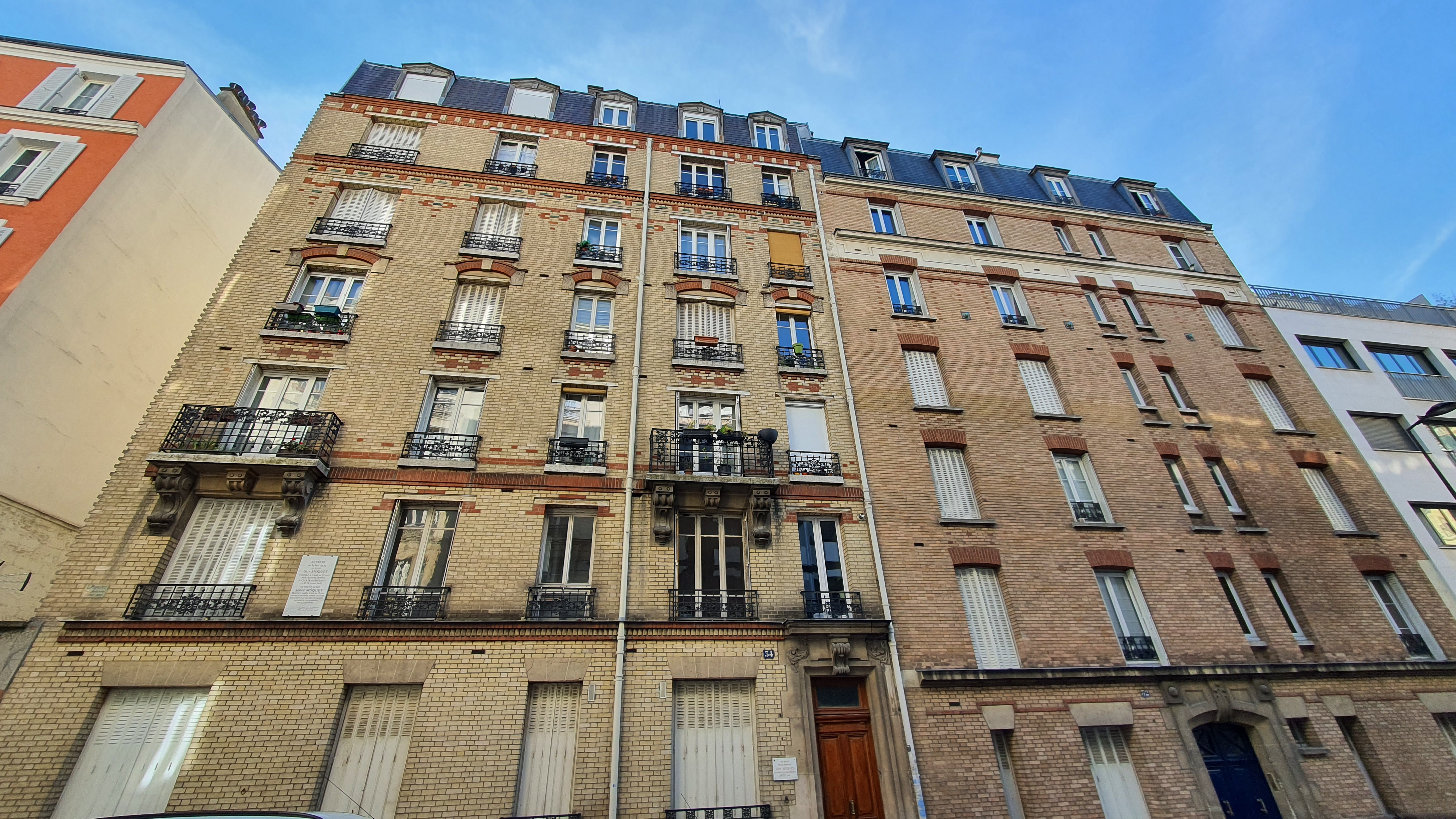
Immeuble d'enfance de Guy Moquet, rue Baron à Paris.

Guy Prosper Eustache Môquet naît le 26 avril 1924 dans le 18e arrondissement de Paris. Il est le fils de Prosper Môquet, cheminot, syndicaliste, député communiste du 17e arrondissement de Paris, et de Juliette Thelot, conseillère municipale de Paris (1944-1947). Le Parti communiste français (PCF) ayant été dissous par le gouvernement Daladier, le 26 septembre 1939, en raison de son soutien au Pacte germano-soviétique et de son approbation de l'intervention de l'Armée rouge en Pologne, Prosper Môquet est arrêté le 10 octobre 1939, déchu de son mandat de député en février 1940 et déporté dans un camp d'internement français en Algérie. Le frère de Prosper, Henri, concierge au siège du parti communiste, est intégré au dispositif clandestin du parti à la fin de l'été 1940. La sœur de Prosper Môquet, Rosalie, est une militante proche de la direction du parti. À partir de 1941, elle est la compagne de Robert Dubois qui succédera à Arthur Dallidet à la tête de la commission des cadres à partir du printemps 1942. Elle assure la liaison entre Robert Dubois et la direction du parti.

### Adolescence
Élève au lycée Carnot, dans la même classe que Gilles Deleuze, Guy Môquet est un fervent militant des Jeunesses communistes. Le journaliste et écrivain Pierre-Louis Basse le présente comme un « titi », volontiers gouailleur tout en ne dédaignant pas d'écrire des poèmes, plaisant aux filles et doué dans les disciplines sportives. Au sprint, son seul rival au lycée est Charles Éboué, fils de Félix Éboué.

### Le PCF au début de la guerre
L'URSS ayant signé avec l'Allemagne hitlérienne un pacte de non-agression, la direction du PCF, suivant la politique de Staline, adopte une ligne d'opposition à la guerre, considérée comme une « guerre interimpérialiste » allant à l'encontre des intérêts de la classe ouvrière. De nombreux militants communistes, dont le père de Guy Môquet, sont arrêtés sur l'ordre du gouvernement français sous l'accusation de sabotage, démoralisation de l'armée, en un mot affaiblissement des arrières. 
Après la défaite de la France en juin 1940, l'occupant maintient en détention les communistes incarcérés. À l'automne 1940, le PCF subit une vague de répression menée par la police française et facilitée par la politique de légalisation qui a prévalu pendant l'été 1940. Jusqu'en mars-avril 1941, la revendication nationale, anti-allemande, n'est pas prioritaire pour le PCF par rapport à la revendication sociale (pour plus de détails, voir Histoire du Parti communiste français – 1939-1945 : Seconde Guerre mondiale et Parti communiste français pendant la drôle de guerre).

### Activité militante de Guy Môquet
En ce qui concerne Guy Môquet, l'arrestation de son père en octobre 1939 est un événement marquant qui renforce son ardeur militante. D'abord réfugié avec sa mère et son frère Serge dans la Manche, il revient ensuite seul à Paris et milite clandestinement au sein des Jeunesses communistes. En novembre, il écrit une lettre à Édouard Herriot, président de la Chambre des députés, demandant la libération de son père, (voir « Ses écrits »). 
Lors de l'occupation de Paris par les Allemands et l'instauration du régime de Vichy, Guy Môquet déploie une grande ardeur militante pour coller des « papillons » et distribuer des tracts qui reflètent la ligne politique du PCF durant l'été 1940 : dans le 17e arrondissement, ces tracts demandent souvent la libération de Prosper Môquet : « Châtiment pour les responsables de la guerre ! Liberté pour les défenseurs de la paix ! Libérez Prosper Môquet. Député des Épinettes » ; « Libérez Prosper Môquet, jeté en prison par Daladier pour avoir voulu la paix […] ». Parmi les papillons retrouvés dans ce même arrondissement, on retrouve les slogans « À bas la dictature de Laval » ; « Châtiez les responsables [français ayant déclaré la guerre à l'Allemagne] » ; « Il faut un gouvernement du peuple » ; « Les soviets, c'est le pouvoir du peuple » ; « Les riches doivent payer » ; « Un emploi pour les jeunes qui corresponde à leurs aspirations » ; « Pour les chômeurs, la famine. L'opulence aux profiteurs de guerre. Chômeur, fais rendre gorge aux voleurs. Exige l'indemnité de 20 francs par jour ». Pierre-Louis Basse cite un autre tract distribué à Paris : « Des magnats d'industrie (Schneider, De Wendel, Michelin, Mercier […]), tous, qu'ils soient Juifs, catholiques, protestants ou francs-maçons, par esprit de lucre, par haine de la classe ouvrière, ont trahi notre pays et l'ont contraint à subir l'occupation étrangère […] De l'ouvrier de la zone, avenue de Saint-Ouen, à l'employé du quartier de l'Étoile, en passant par le fonctionnaire des Batignolles […] les jeunes, les vieux, les veuves sont tous d'accord pour lutter contre la misère […] ».
Son camarade Georges Abbachi décrit les deux modes opératoires les plus utilisés : le collage de papillons sur les réverbères ou les becs de gaz et le lancer de tracts depuis les balcons des salles de cinéma.

### Arrestation et incarcération
Guy Môquet est arrêté, sur dénonciation, le 13 octobre 1940 (il a 16 ans) au métro Gare de l'Est en compagnie de René Pignard par trois inspecteurs de police française de la Brigade spéciale de répression anticommuniste (BS), conséquence d'un décret-loi d'Édouard Daladier du 26 septembre 1939 interdisant le Parti communiste, « décret-loi prorogé et utilisé par l'État français [de Vichy] dans une perspective qui n'a plus rien à voir avec la défense nationale qui l'avait justifié ». René Grandjean, supérieur hiérarchique de Guy dans les Jeunesses communistes est également arrêté le 13 octobre et Georges Grünenberger, responsable du groupe, est lui-même arrêté le 15 octobre.
Les policiers n'arrivent pas à établir de façon irréfutable la participation aux distributions de tracts de Guy Môquet, qui ne passe pas aux aveux, alors que ses camarades ont reconnu les faits et que Pignard et Granjean l'ont également mis en cause. Il est néanmoins incarcéré à la prison de Fresnes. Le 23 janvier 1941, la 15e chambre correctionnelle de Paris condamne René Pignard, René Grandjean et Georges Grünenberger à des peines de prison comprises entre huit et douze mois, mais « acquitte le jeune Môquet comme ayant agi sans discernement. Dit qu'il sera confié provisoirement à ses parents […] »,, une mention indique que : « rien ne s'oppose […] à l'exécution immédiate de cette décision »,. Mais en vertu de la loi du 3 septembre 1940 et de la « circulaire Peyrouton » du 16 novembre 1940 qui autorisent l'internement administratif par simple décision préfectorale, (alors que le décret Daladier laissait cette prérogative au seul ministre de l'Intérieur) et « offre [la circulaire Peyrouton] à ces derniers la possibilité d'interner tous azimuts », le jour même de son acquittement, il est conduit au dépôt de la Préfecture de police de Paris où il reste jusqu'au 10 février 1941, pendant que le « Bureau des internés » est appelé à enquêter sur l'appartenance de Guy aux Jeunesses communistes et à se prononcer sur l'opportunité de sa libération. Il écrit une lettre de protestation au procureur pour dénoncer ce qu'il considère comme des « actes illégaux ». Il n'aura jamais de réponse. Suivant l'avis de la 1re section des Renseignements généraux, le bureau donne un avis défavorable et Guy est transféré à la maison d'arrêt de la Santé, puis, le 27 février 1941, à la centrale de Clairvaux.
Enfin, le 14 mai 1941,,, il est transféré, en même temps que 100 autres internés communistes venant de Clairvaux, au camp de Choisel, à Châteaubriant, où étaient détenus d'autres militants communistes généralement arrêtés entre septembre 1939 et octobre 1940. Durant le mois de mai 219 militants communistes sont transférés à Choisel. Il est placé dans la baraque 10, celle des jeunes, où il se lie d'amitié avec Roger Sémat et Rino Scolari. Ce dernier, un peu plus âgé que lui, deviendra un des responsables FFI au moment de la Libération de Paris.

### Octobre 1941

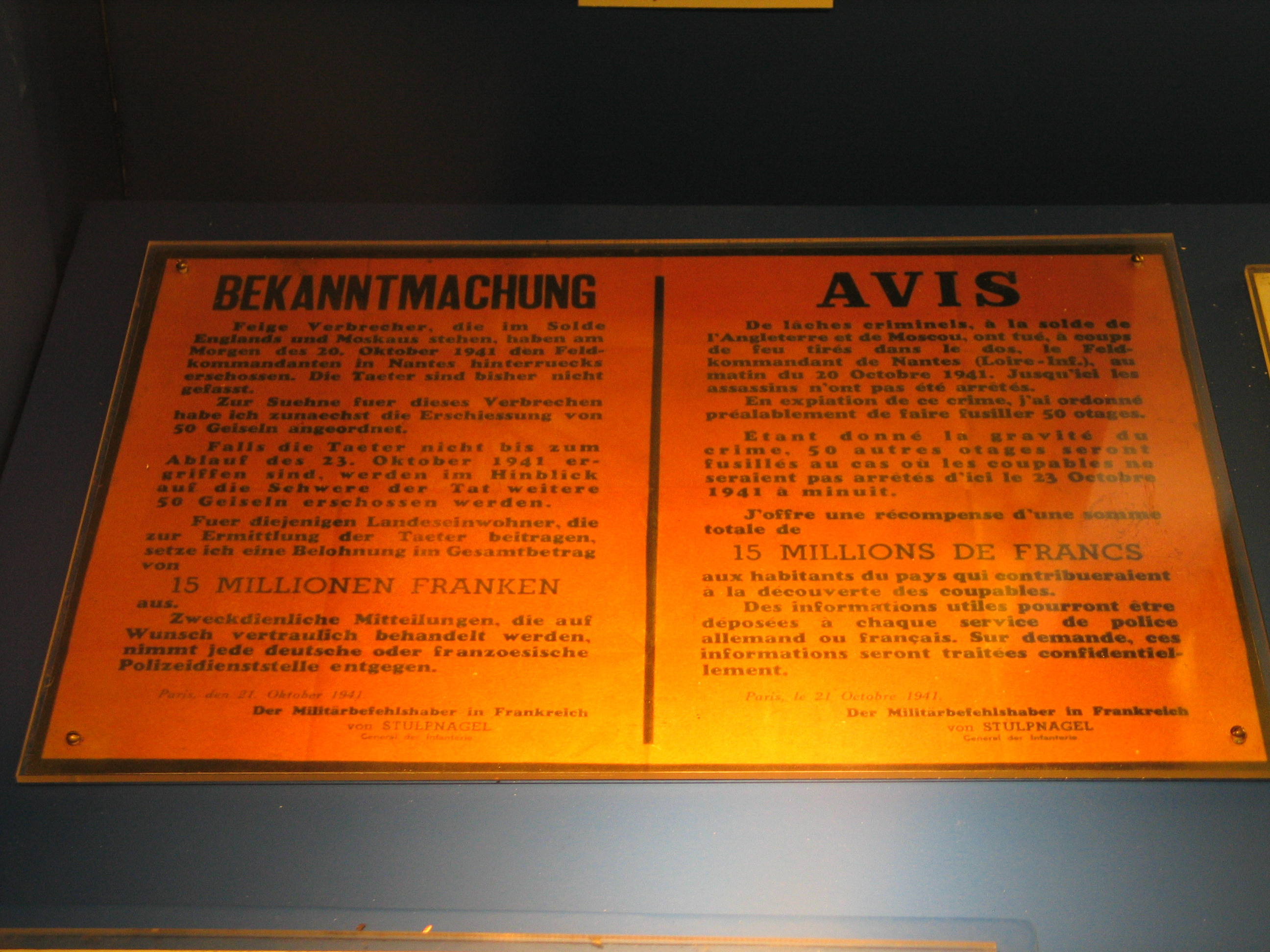
Avis du général von Stülpnagel, Paris, 21 octobre 1941.

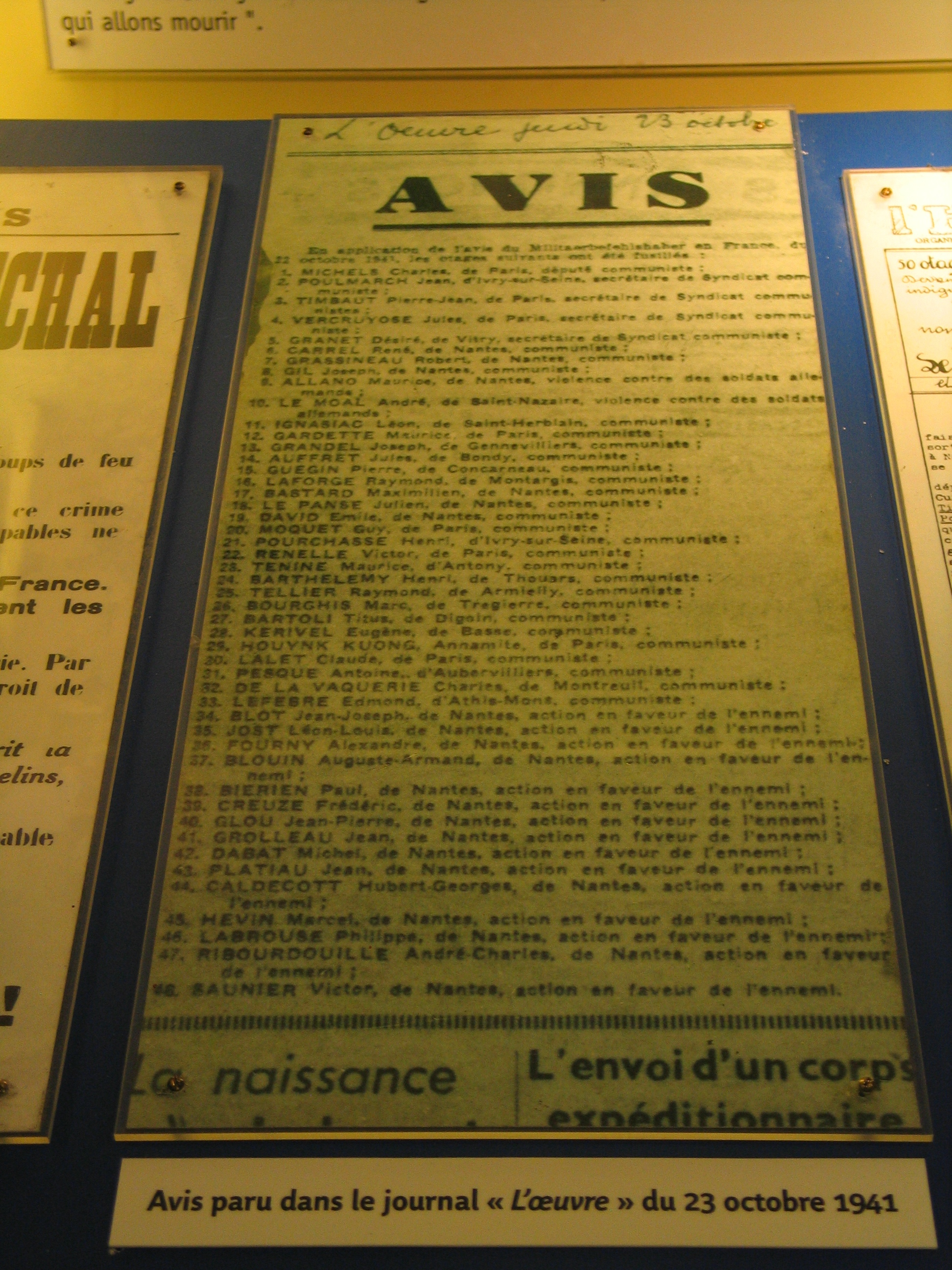
Avis paru dans L'Œuvre du 23 octobre 1941 : liste des 48 fusillés du 22 octobre 1941.

#### L'attentat de Nantes et ses conséquences
Le 20 octobre 1941, Karl Hotz, commandant des troupes d'occupation en Loire-Inférieure, est abattu à Nantes par un commando formé de trois communistes de l'Organisation spéciale et des Bataillons de la jeunesse : Spartaco Guisco, Gilbert Brustlein et Marcel Bourdarias. À la suite de cet acte, qualifié de « terroriste » par les autorités allemandes d’occupation, compte tenu du grade élevé de l’officier abattu, un Avis (Bekanntmachung) du général von Stülpnagel, chef des forces d'occupation en France (le Militärbefehlshaber in Frankreich), annonce, en application de ses décisions du 19 septembre 1941 (s'octroyant le droit de faire fusiller également des détenus arrêtés par les autorités françaises) et du « code des otages » du 28 septembre 1941, dont il est l'auteur, que cinquante otages seront exécutés immédiatement en représailles.
Les services du ministre de l'Intérieur du gouvernement de collaboration de Pétain, Pierre Pucheu, proposent une liste de 61 noms, des otages essentiellement communistes « pour éviter de laisser fusiller cinquante bons Français ». Sur les 27 fusillés de Châteaubriant, les listes de Pucheu en contiennent 17. Guy Môquet n'était pas dans les listes de Pucheu, ce sont les Allemands qui l'ont rajouté en fonction de leur propre politique des otages,.
Quarante-huit otages sont fusillés : seize à Nantes, cinq au fort du Mont-Valérien et vingt-sept à Châteaubriant, dont Guy Môquet. La majorité d’entre eux sont des militants communistes ou syndicaux. 

#### Les exécutions à Châteaubriant
Deux jours plus tard, neuf poteaux sont dressés à la Sablière, vaste carrière à la sortie de Châteaubriant. En trois groupes, les vingt-sept otages s'y appuient, refusent qu'on leur bande les yeux et s'écrient : « Vive la France ! » devant le peloton d'exécution. Charles Michels, Jean-Pierre Timbaud et Jean Poulmarc'h avaient décidé de ne pas se révolter, car cela aurait conduit à un massacre, d'aller à l'exécution dignement, et en chantant La Marseillaise : « C'est ainsi, et ainsi seulement, que notre mort servira à quelque chose. » De même, Guy Môquet avait écrit : « […] mais ce que je souhaite de tout mon cœur, c'est que ma mort serve à quelque chose. […] ».
Guy Môquet est le plus jeune. Selon certains récits, à commencer par celui d'Aragon dans Le Témoin des martyrs (voir le chapitre « élaboration de la mémoire »), il a un évanouissement et il est fusillé dans cet état, mais cette version est contestée par le sous-préfet d'alors, Bernard Lecornu. Il est abattu à 16 heures. Avant d'être fusillé, il avait écrit une lettre à ses parents.
Pour les nazis, l'exécution de communistes est préférable pour convaincre les Français que seuls les Juifs et les communistes sont leurs ennemis. La sélection délibérée d'un otage si jeune sert à montrer qu'ils seront impitoyables envers tous ceux qui distribuent des tracts, quel que soit leur âge. Mais fusiller un si jeune militant a surtout pour effet de choquer la population française. L'abbé Moyon, qui avait accepté d'assister les prisonniers avant leur exécution, rapporte que Guy Môquet lui avait fait une confidence montrant qu'il était conscient de l'émotion que sa mort allait susciter : « Je laisserai mon souvenir dans l'Histoire, car je suis le plus jeune des condamnés »,.

#### Les inhumations
Les corps des fusillés de Châteaubriant sont d’abord répartis, par groupes de trois, dans les cimetières des communes environnantes. Celui de Guy Môquet au Petit-Auverné à quinze kilomètres au sud. La population a interdiction d’approcher les tombes, mais une note de la sous-préfecture adressée aux familles, indiquant les lieux d'inhumation, précise que s'il est interdit de déposer des plaques mentionnant le nom des fusillés, il est permis de fleurir les tombes. Les 27 tombes sont fleuries dès le 24 octobre par le fils d'Henri Barthélémy,, un des fusillés. Une semaine plus tard, à la Toussaint, les tombes de Guy Môquet et de ses deux autres compagnons sont abondamment fleuries de bouquets de fleurs bleues, blanches et rouges (une couleur pour chacune des trois tombes, celle de Guy Môquet est au centre). Florence Aubenas, journaliste, en a rendu compte en recherchant des témoins locaux. Les familles ont pu récupérer les corps après la guerre. Le corps de Guy Môquet est transféré au cimetière du Père-Lachaise (division 97).

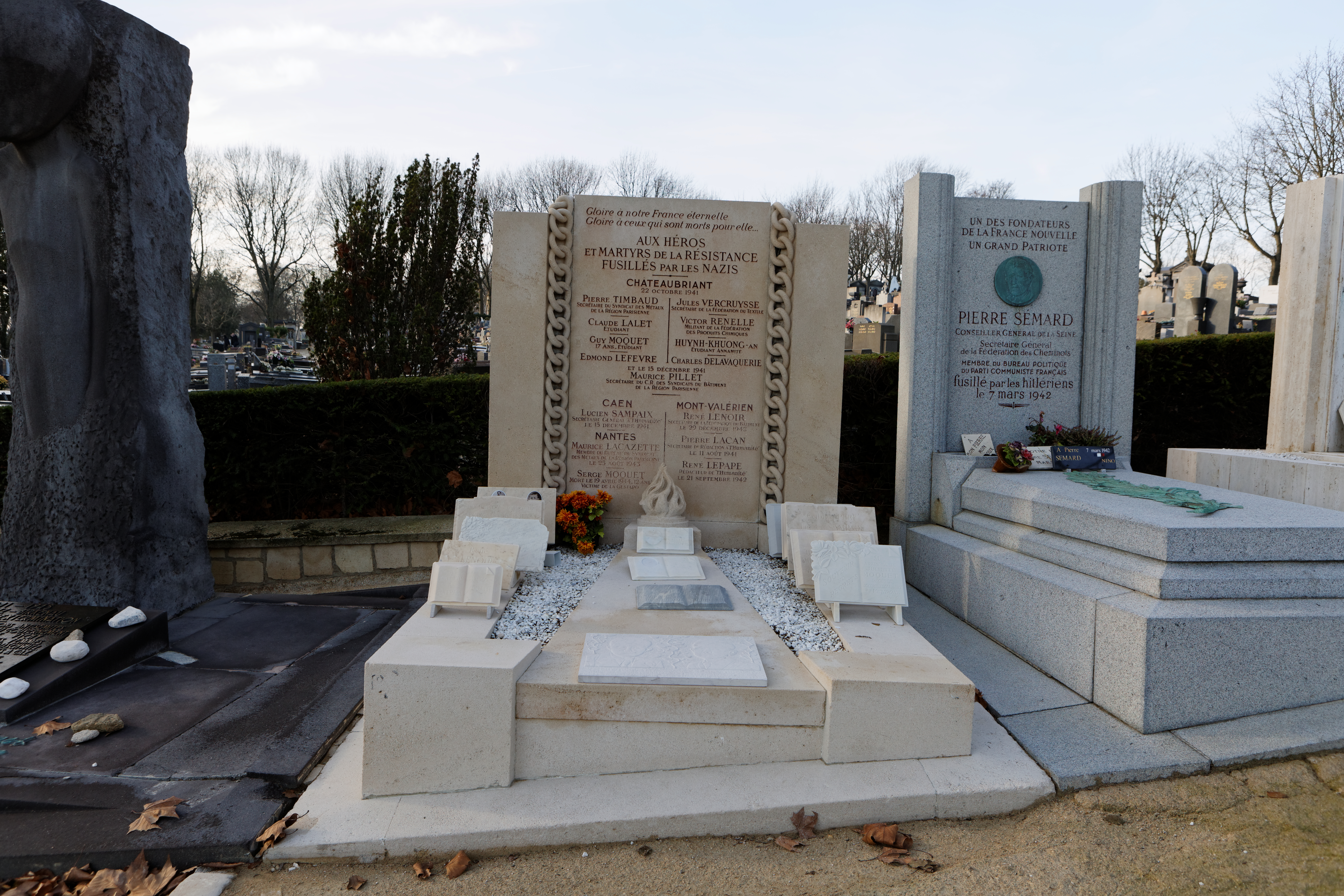
Sépulture de Guy Môquet au cimetière du Père-Lachaise.

Selon Pierre-Louis Basse, Serge, le jeune frère de Guy Môquet, meurt quelques jours plus tard, de chagrin et de peur, déguisé en fille par sa mère qui tente d'échapper à la Gestapo. Mais Serge Môquet aurait été vu à quatre ou cinq reprises accompagnant sa mère sur la première tombe de Guy. Selon la pierre tombale du caveau où il repose au cimetière parisien du Père-Lachaise, aux côtés de son frère et d'autres « héros et martyrs de la Résistance fusillés par les nazis », Serge Môquet est mort le 19 avril 1944 à l'âge de douze ans et demi, « victime de la Gestapo ». Selon la belle-fille de Prosper Môquet, Anne-Marie Saffray, Serge, traumatisé par l’emprisonnement de son père et par l’exécution de son frère, fragilisé par la disette et les rigueurs de la vie clandestine, mourut d’une méningite. Leur mère, Juliette, fit partie du Comité parisien de Libération et fut de 1945 à 1947 conseillère municipale communiste de Paris. Elle trouva la mort le 10 juin 1956 dans un accident de voiture, que conduisait son mari, Prosper.

## Ses écrits
Réagissant à l'arrestation de son père, survenue le 10 octobre 1939, Guy Môquet écrit le 9 novembre 1939 une lettre au président de la Chambre des députés, Édouard Herriot, : 
« Monsieur le Président […]
Je suis l'un des enfants d'un de ces députés
Qui sont tous en prison aujourd'hui enfermés
Je suis jeune Français, et j'aime ma patrie
J'ai un cœur de Français, qui demande et supplie
Qu'on lui rende son père, lui qui a combattu
Pour notre belle France avec tant de vertu
[…]
J'agis avec mon cœur, que j'appelle français
Agissez en bon père, agissez en Français […] »

Quand Guy Môquet est arrêté, il a sur lui un poème engagé, évoquant trois de ses compagnons de lutte incarcérés avant lui :
« […]
Les traîtres de notre pays
Ces agents du capitalisme
Nous les chasserons hors d’ici
Pour instaurer le socialisme
[…]
Pour vous sortir de la prison
Pour tuer le capitalisme
[…] »
Le poème est parfois qualifié de « Poème de Guy Moquet ». Ce document, écrit de sa main sur une feuille de cahier d'écolier sert de preuve à la police pour son inculpation d'infraction au décret Daladier du 26 septembre 1939.
Tout au long de sa détention, de Fresnes à Châteaubriant, Guy Môquet répartit entre les membres de sa famille proche le nombre maximum de lettres autorisées à un détenu, dont plus d'une centaine à sa mère. 
Sa lettre la plus célèbre est celle qu’il écrit le jour de sa mort, dont on possède deux vestiges : un exemplaire écrit à la plume, retrouvé dans les affaires de son père et un exemplaire écrit au crayon retrouvé en 2002 dans les affaires de sa mère, qui sont entrés respectivement en 1992 et juillet 2007 dans les collections du musée de la Résistance nationale de Champigny-sur-Marne,,. La version au crayon est l'original, la lettre à l'encre étant vraisemblablement une copie faite par la mère de Guy Môquet. La découverte de l'original permet d'éliminer la thèse selon laquelle la lettre aurait été écrite par Jacques Duclos et confiée à Louis Aragon pour qu'il la publie.
« Ma petite maman chérie,
Mon tout petit frère adoré,
Mon petit papa aimé,
Je vais mourir ! […]
Certes j'aurais voulu vivre, mais ce que je souhaite de tout mon cœur c'est que ma mort serve à quelque chose.
[…] ma vie a été courte, je n'ai aucun regret si ce n'est de vous quitter tous.
[…] en vous embrassant de tout mon cœur d'enfant. Courage !
[…]
Guy »

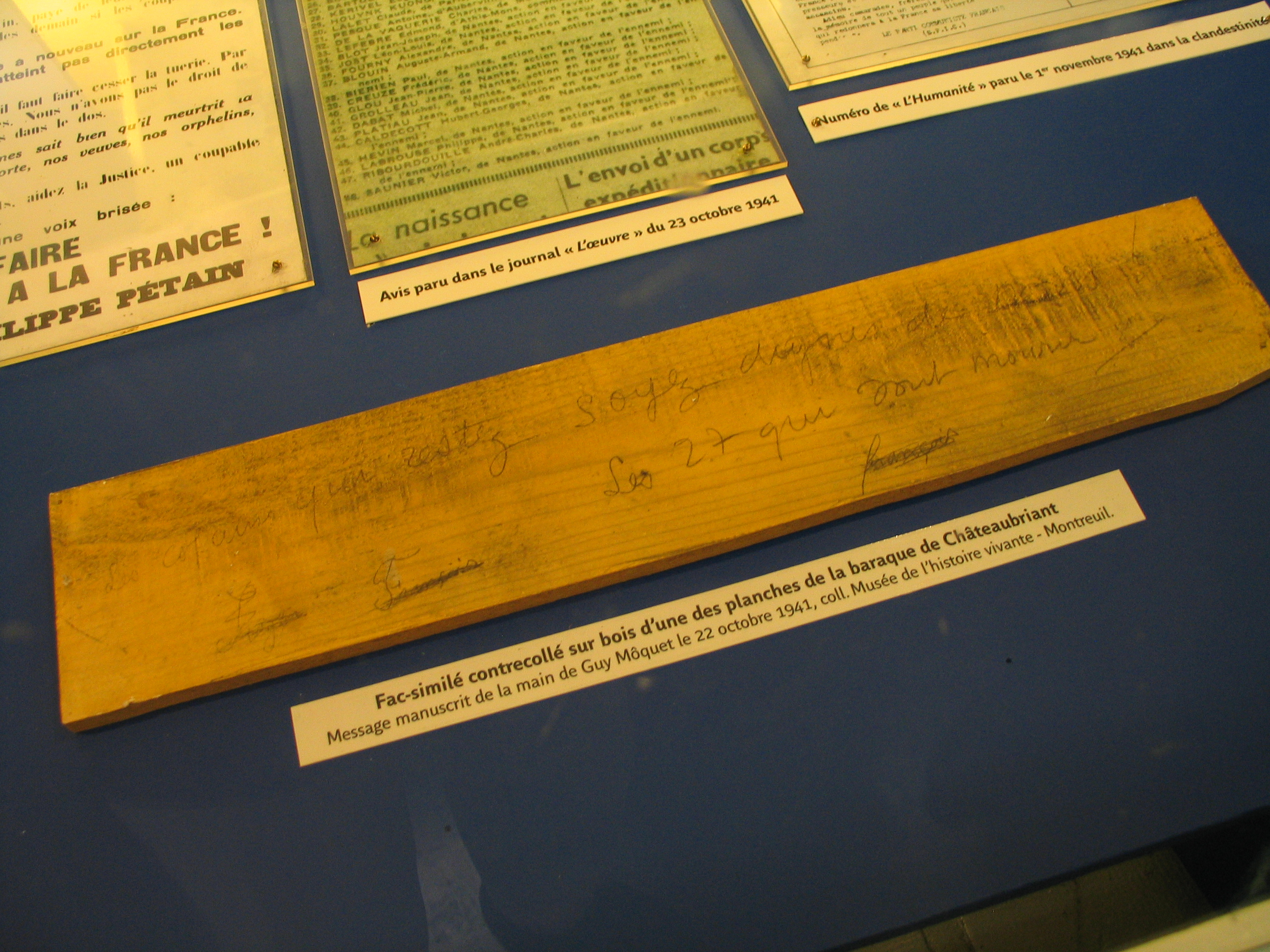
Fac-similé de la planche exposé à la station de métro Guy Môquet en 2007.

La phrase : « Les copains / vous qui restez soyez dignes de nous ! Les 27 qui vont mourir », généralement indiquée en post-scriptum comme « dernières pensées » dans les retranscriptions, mais qui ne figure pas dans la lettre de Guy Môquet à sa famille, est une inscription figurant sur une planche de la baraque 6 où furent consignés les otages juste avant leur exécution. À propos des premières étapes de la conservation des inscriptions sur les planches de la baraque, voir le chapitre : « élaboration de la mémoire ». Depuis 1948, les planches sont conservées par le musée de l'Histoire vivante à Montreuil.
Quarante-huit femmes étaient arrivées dans le camp de Châteaubriant dans le courant du mois de septembre 1941. Le camp des femmes est séparé de celui des hommes par une palissade, mais les contacts sont possibles. Le camp P1, celui avec les premiers arrivés, était séparé du camp P2 dans lequel avaient été installées les femmes, par une barrière (haute de 1,50 m) doublée d'un grillage. Les jeunes gens de chaque camp firent connaissance à travers cette « frontière » permettant les échanges et une très grande camaraderie se développa. Guy tombe amoureux de l'une d'entre elles âgée de 17 ans, Odette Lecland, qu’il surnommait « Épinard ». À la veille de son exécution, il lui écrit un billet, qu'un gendarme lui remettra par la suite. 
Arrêtée le 13 août 1941 avec un groupe de dix-sept jeunes dont elle était la seule fille, elle avait été emprisonnée à Paris avant son transfert à Chateaubriant. Devenue Madame Odette Nilès, du nom de son mari Maurice Nilès, elle devient présidente de l'Amicale de Châteaubriant au début des années 2000. Interviewée par Libe-Labo en octobre 2007, elle déclare que la lecture tous azimuts de la lettre de Guy à ses parents, c'est « dévaloriser la valeur de ce qu'était Guy Môquet » et que celui-ci « serait fou de voir tout ce que l'on peut faire en se servant de son nom ».

## Histoire et mémoire
L'exécution d'otages, y compris celle d'un otage si jeune, a une valeur symbolique de la part des nazis,. Elle se révèle finalement à double tranchant, retourné contre l'occupant par la Résistance. La distinction de Guy Môquet parmi les autres otages est liée surtout à sa jeunesse,,,, mais aussi à son passé militant,, et au fait qu'il était le fils d'un député communiste,. Ce statut de symbole fait que sa mémoire devient vite elle-même un fait historique.

### Octobre 1941: Châteaubriant et Vichy

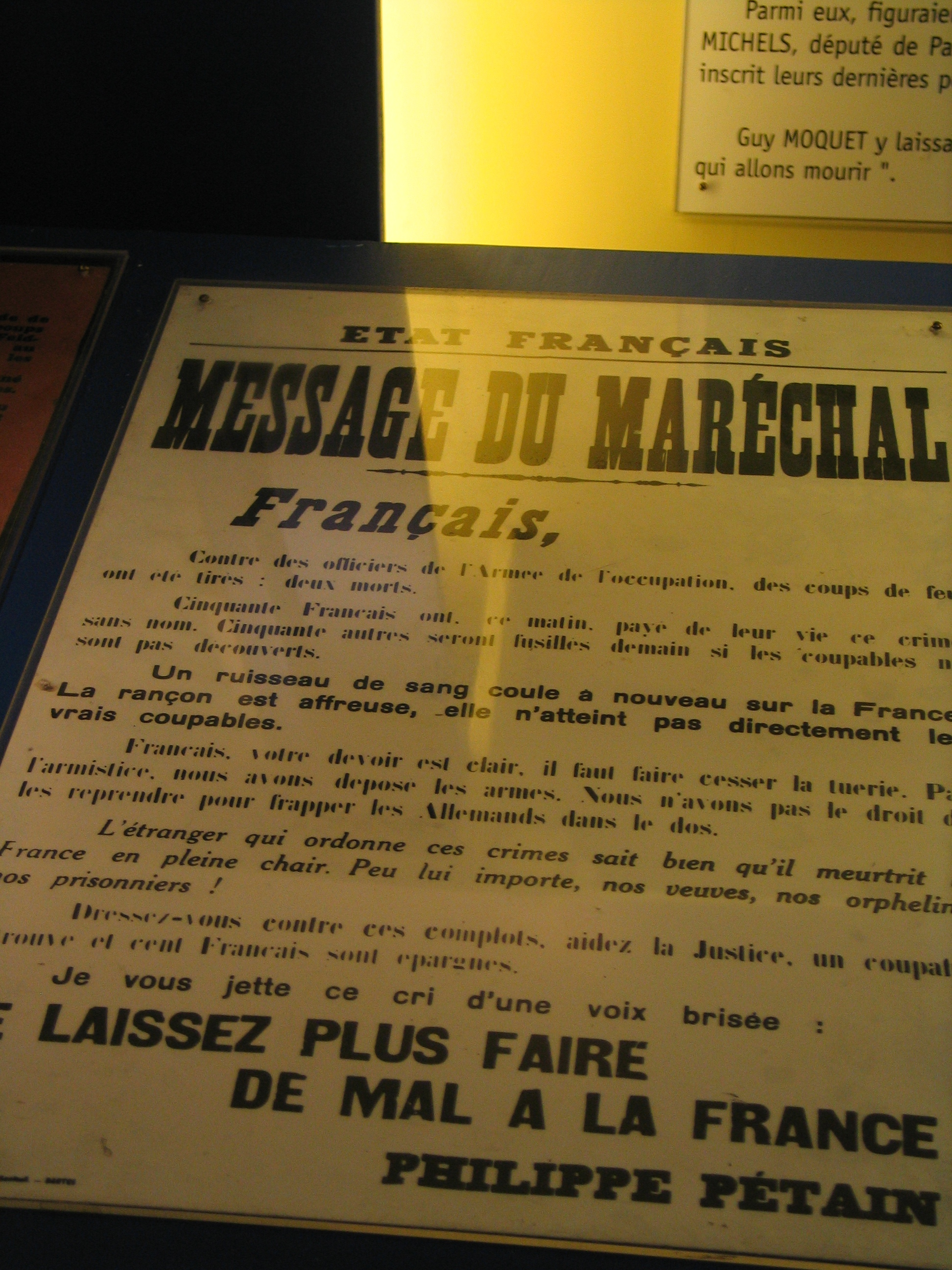
Message du maréchal Pétain.

Des exécutions d'otages avaient déjà eu lieu depuis le début du mois de septembre (voir : Les Allemands et la politique des otages), mais l'annonce, après l'attentat de Nantes, des dix-sept exécutions de Nantes, des vingt-sept de Châteaubriant et des quatre de Paris, et surtout la menace d'une deuxième vague de cinquante nouveaux otages, crée un choc énorme en France et dans le monde,. Le 24 au matin, Pétain confie à son chef de cabinet, Henry du Moulin de Labarthète, qu'il pense à se constituer prisonnier pour devenir le seul otage. Dans la journée, son entourage l'en dissuade, en particulier les ministres Darlan, Romier, Moysset et surtout Pucheu. L'historien Robert Aron, pourtant souvent indulgent vis-à-vis du maréchal commente « Il n'accomplit pas ce geste qui, selon certains, aurait fait de lui un personnage de légende […] ce qui est certain, c'est que le silence officiel du maréchal, ne protestant pas contre de telles atrocités, a accentué le divorce entre l'opinion et Vichy. »
Le 25 octobre également, de Gaulle déclare à la radio : « En fusillant nos martyrs, l'ennemi a cru qu'il allait faire peur à la France. La France va lui montrer qu'elle n'a pas peur de lui […]. J'invite tous les Français et toutes les Françaises à cesser toute activité et à demeurer immobiles, chacun où il se trouvera, le vendredi 31 octobre, de 4 heures [16 heures] à 4 heures 5 […] » ».
Les Français ont été tenus informés de l'événement et, le 29 octobre, les journaux annoncent que le Führer a renoncé à la deuxième vague de cinquante nouvelles exécutions. Selon Robert Aron, ils s'indignent que le maréchal n'ait pas protesté publiquement.

#### Réactions internationales

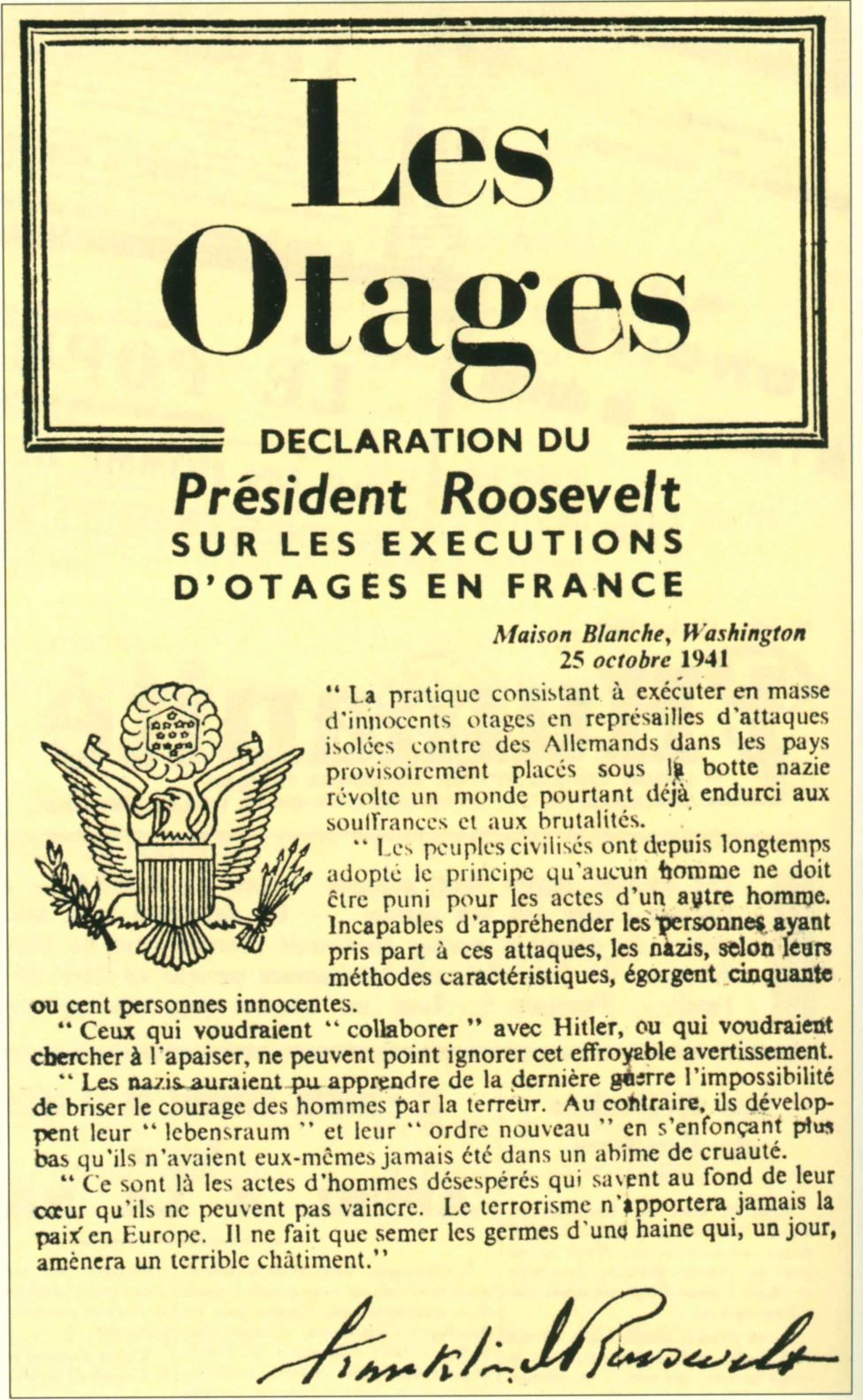
Tract de propagande américaine largué après l'exécution des otages de Châteaubriant.

Les réactions de plusieurs chefs d'État, dont Winston Churchill et Franklin Roosevelt donnent à cet évènement un retentissement international. Un tract daté du 25 octobre est largué entre le 30 octobre et le 4 novembre 1941 sur la France. Il comporte d'un côté la déclaration de Churchill au sujet des otages, et de l'autre côté celle de Roosevelt, ce qui est plus important car les États-Unis ne sont pas encore entrés en guerre. Sur le principe d'exécution d'otages qui n'étaient pas eux-mêmes combattants, Roosevelt déclare que « Les peuples civilisés ont depuis longtemps adopté le principe qu'aucun homme ne doit être puni pour les actes d'un autre homme. » Il déclare également qu'il pense lui-même que ces actions ne peuvent que renforcer l'opposition à l'Occupation : « Les nazis auraient pu apprendre de la dernière guerre l'impossibilité de briser le courage des hommes par la terreur. »

### 1941-1945: élaboration de la mémoire
Quelque temps après le 22 octobre, Esther Gaudin, une jeune militante communiste de 15 ans et future mère de Pierre-Louis Basse, se voit confier la mission d'aller chercher le paquet de planches sur lesquelles les fusillés avaient écrit leurs dernières volontés, en plus de leurs dernières lettres. Les messages recopiés sont transmis à Jacques Duclos, responsable du parti communiste clandestin qui expédie un paquet de documents à l'avocat Joë Nordmann avec cette mention « Fais de cela un monument ».
Muni de tous ces témoignages, Nordmann traverse la France pour aller rejoindre Louis Aragon qui avait perdu le contact avec le parti. Aragon rédige Le Témoin des martyrs, un opuscule de quelques pages publié clandestinement aux Éditions de Minuit en février 1942 et qui fait rapidement le tour du monde. Il est lu à la radio de Londres par Maurice Schumann. Il y met en exergue le député Charles Michels, les dirigeants de la CGT Jean-Pierre Timbaud et Jean Poulmarc'h mais plus encore que les autres, le lycéen Guy Môquet :
« […] Quand s’ouvre la baraque 10, le sous-lieutenant Touya lance sans hésitation, avec un sourire pincé, un seul nom : Guy Môquet. Le nom est un couperet qui tombe sur chacun de nous, une balle qui perce chacune de nos poitrines. Il répond d’un seul : présent ! Et comme sans réfléchir, droit, plus grand que jamais, notre Guy s’avance d’un pas rapide et assuré, dix-sept ans, plein d’inconscience et de vie ! À peine éveillé aux premiers rêves de l’amour, il est parti, notre Guy, comme serait parti un peu de nous […]

Guy Môquet, qui avait eu une faiblesse au départ, mais dont le courage avait été égal à celui des autres en chemin, s’est évanoui dans la carrière. Il a été fusillé évanoui. […] »
Le récit de l'évanouissement est contesté : voir le chapitre « Biographie ».
Lorsque la presse clandestine du parti évoque les fusillés, les mêmes noms reviennent en exemple, et le benjamin est toujours mentionné.
En février 1943, un groupe de résistants FTP de Larnod choisit de s'appeler « Groupe Guy Mocquet ». Un autre groupe de résistants FTP, celui du Bois de Conveau dans les montagnes Noires en Bretagne prit aussi fin 1943 et en 1944 le nom de « bataillon Guy Môquet ».
En décembre 1944, lors de sa publication au sein du recueil La Diane française, Louis Aragon dédie à Guy Môquet et trois autres résistants : Gabriel Péri, Honoré d'Estienne d'Orves et Gilbert Dru, soit deux chrétiens et deux communistes, le poème La Rose et le Réséda, qui avait été publié isolément et sans la dédicace le 11 mars 1943, dans les pages littéraires du journal marseillais Le Mot d'Ordre. Il contient les célèbres vers : « Celui qui croyait au Ciel / Celui qui n'y croyait pas ».
Dès les premiers mois de la Libération, les fusillés de Châteaubriant deviennent un enjeu de mémoire dans la lutte qui oppose de façon latente communistes et gaullistes. Maurice Thorez, avant qu'il ne soit autorisé par de Gaulle à rentrer en France, s'insurge depuis Moscou contre l'interdiction faite aux communistes de célébrer, le 21 octobre, jour d'élections, leurs élus parisiens tombés sous l'Occupation, et il avance une explication à l'interdiction : « Peut-être parce que les martyrs de Châteaubriant n'avaient pas attendu la défaite et l'invasion pour dénoncer et combattre le complot hitlérien contre la France […] La plupart des héros de Châteaubriant n'avaient-ils pas été frappés par la répression dès septembre 1939 ? […] D'autres arrêtés en octobre 1940, n'avaient-ils pas été parmi les pionniers de la Résistance nationale contre les occupants et les traitres ? […] ». Pour Jean-Pierre Azéma, le PCF a su utiliser le sacrifice des fusillés de Châteaubriant : « Châteaubriant représente un idéal-type de la mémoire communiste et de son usage stratégique. […] Les communistes étaient donc les meilleurs patriotes et l'internement précoce de certains d'entre eux suggérait que la résistance communiste datait du début de l'Occupation, ce qui gommait l'image déplorable des errements d'avant l'été 1941. »

### 1944-1946: décoré à titre posthume

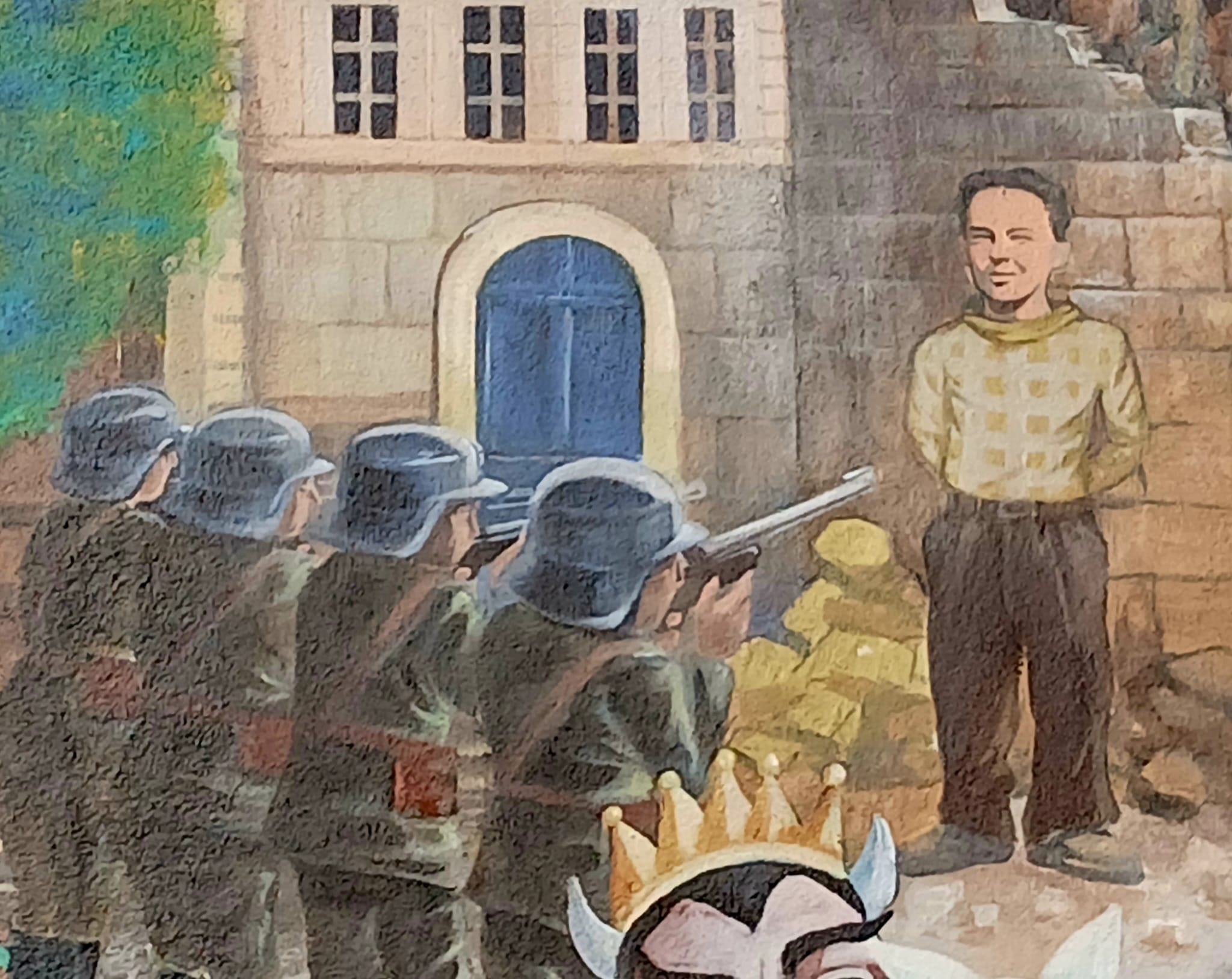
Exécution de Guy Môquet, représentée sur Le Mur tombé du ciel.

Le 28 décembre 1944, le général de Gaulle signe le décret qui accorde à Guy Môquet la croix de guerre 1939-1945 et la médaille de la Résistance ; le 9 février 1946, il est nommé chevalier de la Légion d'honneur,,,. 
Parmi les otages de Châteaubriant, Guy Môquet est le seul à avoir été cité à l'ordre de la Nation,. 
Il semble que de Gaulle et Prosper Môquet entretenaient des relations privilégiées. Pierre-Louis Basse rapporte que Prosper se souvenait qu'à la Libération, de Gaulle, chef du Gouvernement provisoire de la République française aimait à fendre la foule de l'hémicycle, afin de venir saluer en trombe « Môquet ». Deux jours après la mort de Juliette, c'est-à-dire le 12 juin 1956, de Gaulle envoie une lettre manuscrite à Prosper : « Mon cher Môquet […] de tout cœur, je m'associe à votre chagrin […] je ne vous ai pas oublié depuis Alger, et je n'ai certes pas perdu le souvenir de votre fils Guy, mort si bravement et cruellement pour la France. Madame Môquet, elle aussi, prit part à notre combat […], ».

### Depuis 1944: commémorations et hommages

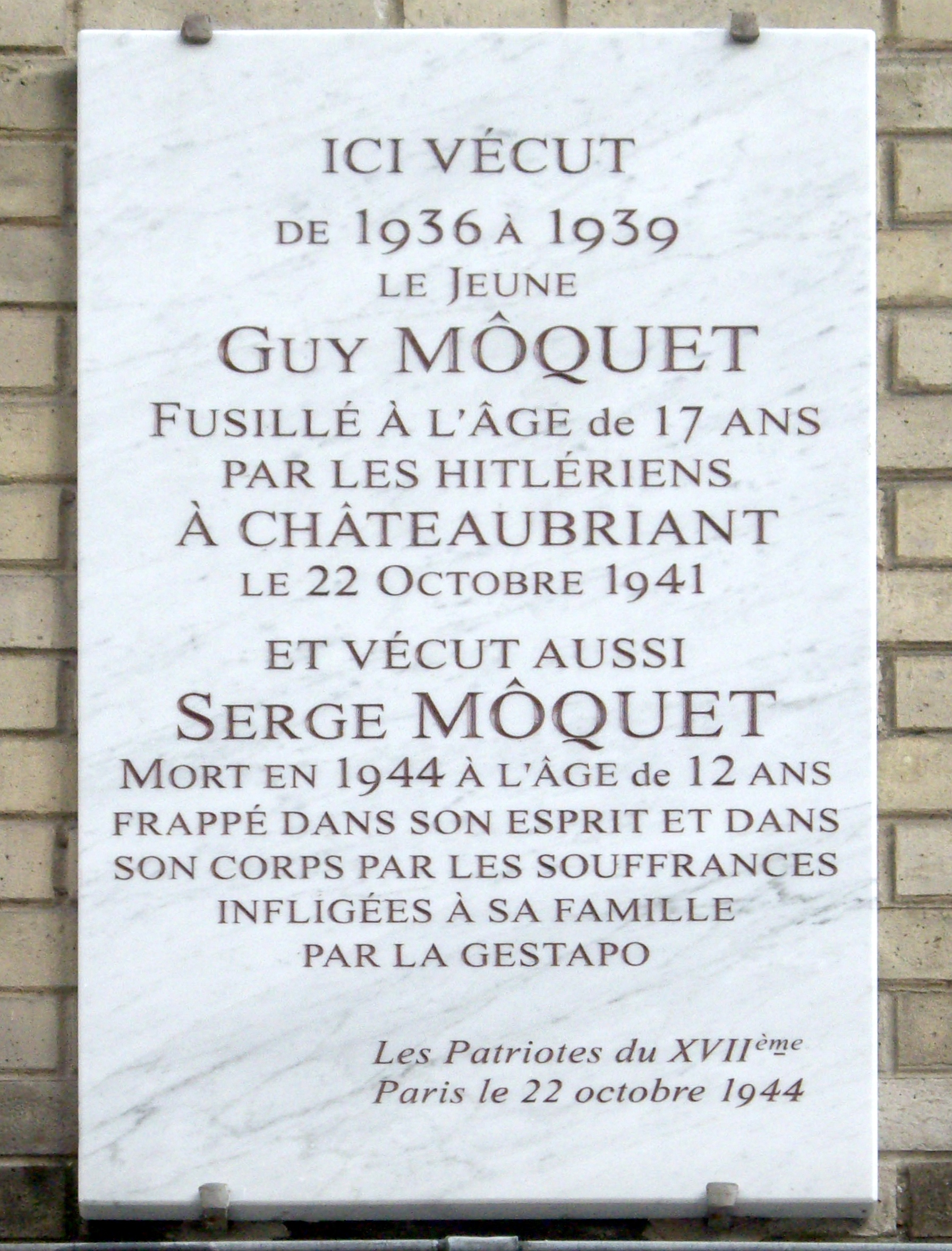
Plaque en mémoire de Guy et Serge Môquet sur la façade de leur domicile parisien au no 34 de la rue Baron.

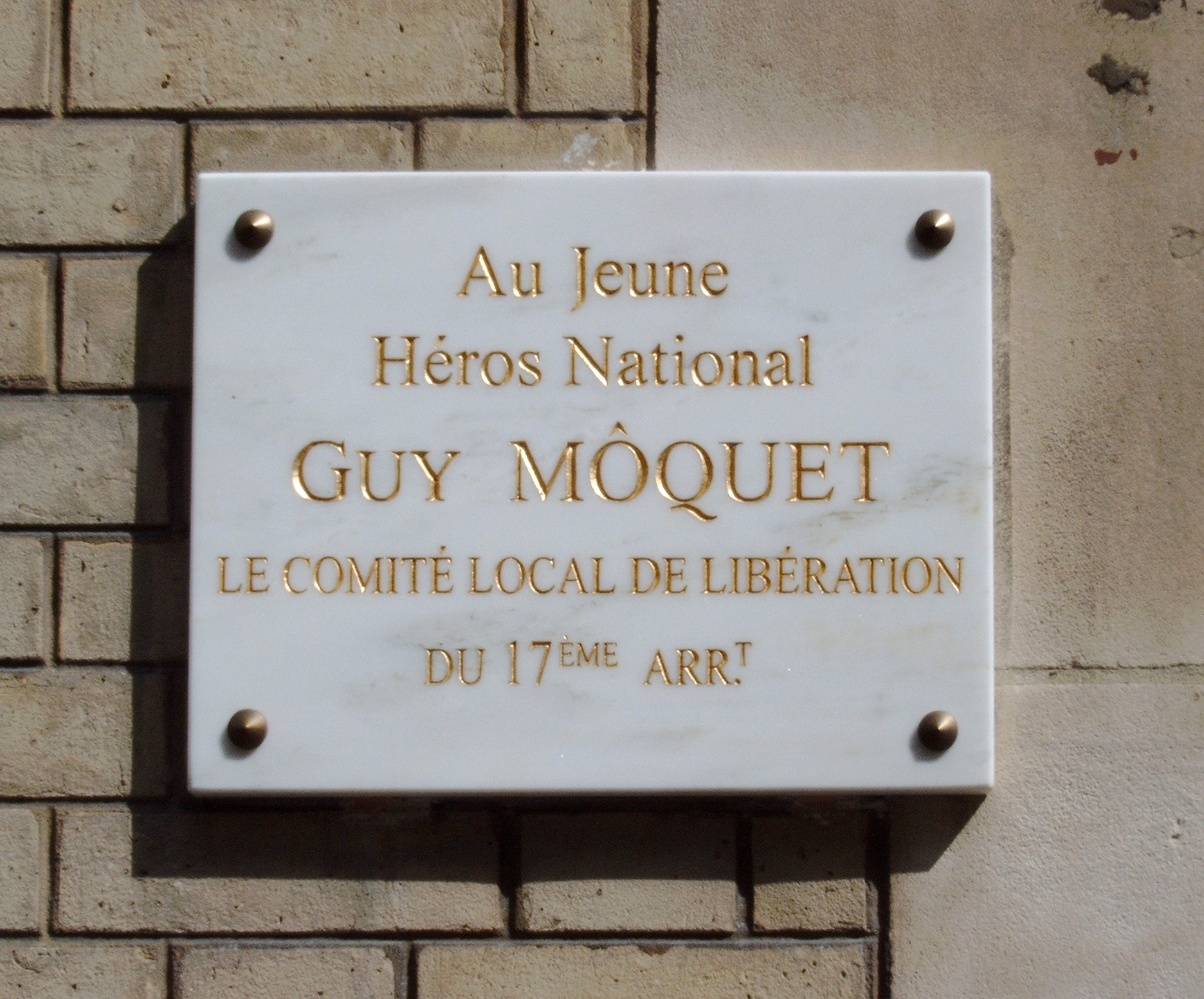
Une des deux plaques commémoratives sur la façade du domicile de la famille Môquet, rue Baron. Une telle plaque était déjà présente dès janvier 1946.

Depuis la Libération les commémorations célèbrent les fusillés d'octobre 1941, mais en rangs dispersés : la ville de Nantes honore ses otages alors que le Parti communiste français rend hommage de son côté aux 27 de Châteaubriant avec une ferveur jamais démentie.
Le 22 octobre 1944, premier anniversaire de la fusillade après la Libération, le PCF organise la première cérémonie de souvenir à laquelle assiste l'ensemble des forces de la Résistance. Dorénavant, c'est chaque année que se tiendra cette sorte de pèlerinage, mais à partir de 1947, avec la guerre froide, l'unité qui avait prévalu est rompue : deux cérémonies ont lieu à Châteaubriant, l'une officielle et l'autre sous l'égide du Comité national du souvenir, mouvement d'obédience communiste. En 1951, une sculpture monumentale d'Antoine Rohal est érigée. À partir de 1981, la nouvelle donne politique, l'union de la gauche contribue à unifier les deux manifestations, mais, comme le note Didier Guyvar'h, le PCF en est le maître d'œuvre.
À Paris, au lendemain de la guerre, des commémorations sont également organisées rue Baron devant le domicile de la famille Môquet. On peut y voir les dirigeants les plus emblématiques du parti, comme Marcel Cachin ou Jacques Duclos mais aussi Michel Debré. 

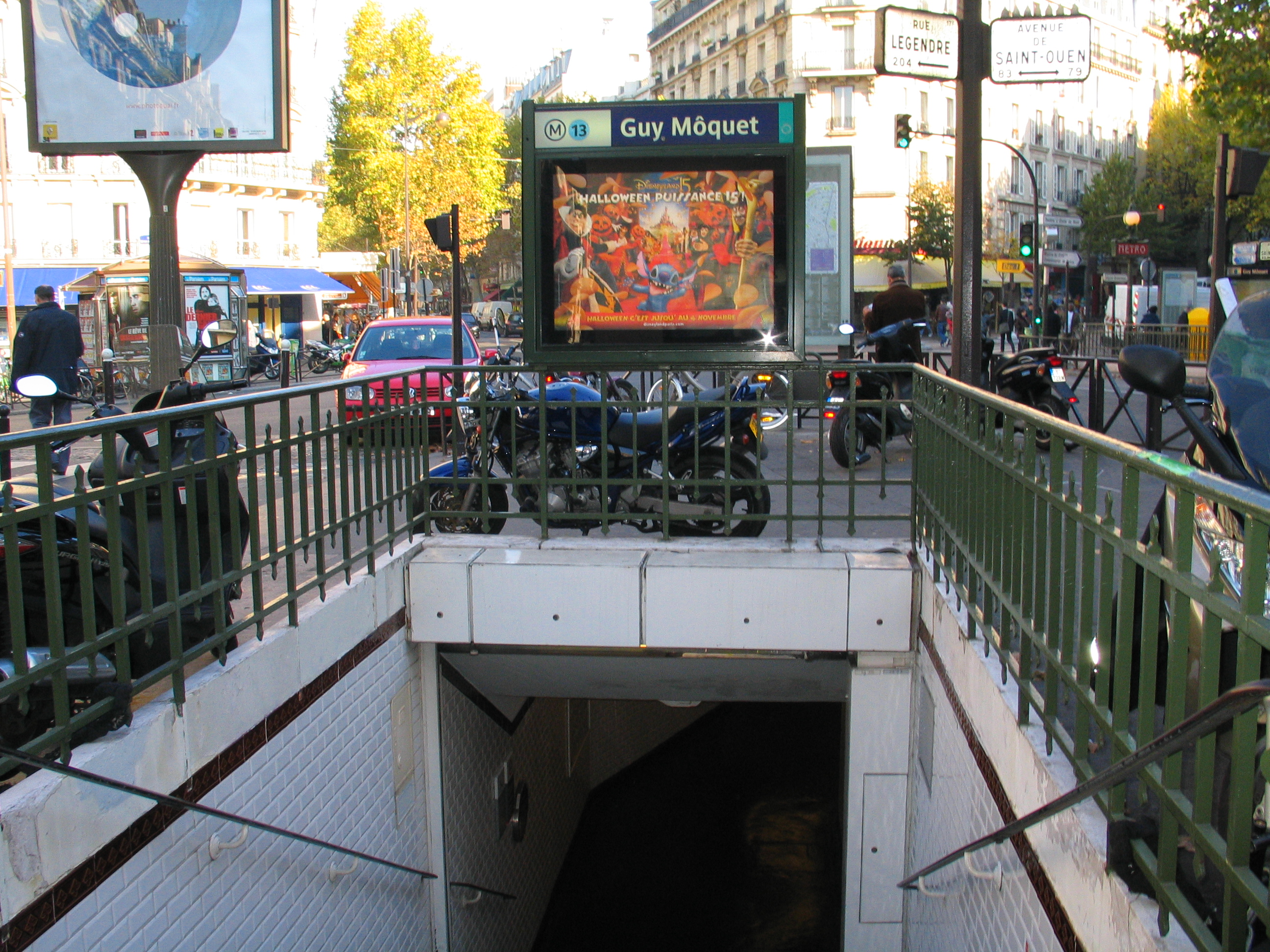
Entrée de la station de métro.

Depuis 1946, le nom « Guy Môquet » a été conféré à de nombreux équipements. En son honneur, une rue du 17e arrondissement et une station du métro parisien, sur la ligne 13, portent son nom depuis 1946. 
De nombreux autres équipements municipaux ou voies à travers la France sont baptisés du nom de Guy Môquet, dont un stade à Drancy, ville francilienne fortement marquée par la présence du camp d'internement voué à la déportation durant la Seconde Guerre mondiale, tandis que la municipalité de Nantes a renommé l'une des principales artères de la ville du nom de Cours des 50-Otages.
Plusieurs établissements scolaires français ont été baptisés du nom de Guy Môquet, notamment dans les communes de Châteaubriant (un lycée), Gennevilliers, Malakoff, Mitry-Mory, Nogent-sur-Marne, Saint-Benoît (La Réunion), Stains, ou encore Villejuif

### Controverse sur le qualificatif «résistant»
En 2000, alors que l'influence du PCF a continuellement baissé depuis la fin des années 1970, un livre vient raviver le souvenir du lycéen de Châteaubriant : Guy Môquet – Une enfance fusillée, ouvrage écrit par Pierre-Louis Basse, le fils d'Esther Garçon (née Gaudin), raconte la courte vie du jeune militant communiste.
En 2002, deux historiens, Jean-Marc Berlière, spécialiste de l'histoire de la police (en particulier des archives de la police française sous l'Occupation), et Franck Liaigre, spécialiste de la lutte armée communiste, établissent un parallèle entre le culte dont bénéficient les fusillés de Châteaubriant en général et Guy Môquet en particulier, et l'ombre dans laquelle sont laissés les auteurs de l'attentat de Nantes et tous les autres jeunes communistes des Bataillons de la Jeunesse qui ont été recrutés lorsque le parti se lance résolument dans la résistance armée après le déclenchement des hostilités entre l'Allemagne nazie et l'URSS, en juin 1941.
« Si les otages de Châteaubriant monopolisent la lumière mémorielle, les auteurs de l'attentat de Nantes sont laissés dans un brouillard épais » écrivent les auteurs des livres Le Sang des communistes, les bataillons de la jeunesse dans la lutte armée (2004) et de Liquider les traîtres – La face cachée du PCF, 1941-1943 (2007) qui soulignent que le parti n'a laissé filtrer la vérité sur l'attentat de Nantes qu'en 1950.
La thèse développée est, qu'à l'origine, le culte rendu aux fusillés de Châteaubriant a eu pour but d'occulter le fait que lorsqu'ils ont été internés, le parti des futurs fusillés n'était nullement sur une ligne de résistance à l'occupant :

« Ces martyrs propitiatoires proches de la direction nationale sont très tôt érigés en figures éponymes de la Résistance. Or, ce choix, à la lumière de l'Histoire est pour le moins étonnant. Que magnifie-t-on en effet ? Essentiellement leur précocité résistante, quand bien même la plupart des fusillés n'avaient pas « résisté » avant d'être arrêtés, n'avaient pas eu la possibilité de le faire du fait de la ligne alors suivie par le parti. Il n'est pas étonnant dès lors que les otages les plus révérés soient ceux qui ont été appréhendés en 1940 […] Qu'espère-t-on de retour ? Gommer les errances de 1940, faire croire par le biais de la mort de ces martyrs, que le parti a résisté bien avant le 22 juin 1941. »

Ils évoquent Gilbert Brustlein, compagnon du colonel Fabien lors de l'attentat du métro Barbès et membre du commando de Nantes qui avait abattu Hotz et provoqua le massacre des otages, lequel fait scandale devant 15 000 personnes lors de la commémoration de 1991 inaugurée en grande pompe par Georges Marchais. Brustlein brandit un panonceau sur lequel il a écrit : « Je suis le seul survivant du commando de Nantes, j'exige ma place à la tribune ». Et il invective : « Marchais, tu n'as pas ta place ici. »
Les auteurs écornent en passant le livre de Pierre-Louis Basse et se justifient des coups de griffes qu'ils sont amenés à donner à la mémoire de Guy Môquet, lequel n'est pas le principal sujet de leur livre : « Le travail des historiens consiste […] à remettre en question des actes qui relèvent depuis soixante ans des domaines de la foi et du sacré. »
Et pour illustrer le statut quasi sacré de Guy Môquet, ils citent Albert Ouzoulias : 
« […] La plupart des fusillés sont en prison ou au camp depuis un an, parfois plus. Et certains aujourd'hui ont l'audace de prétendre que les communistes ont commencé la Résistance en juin 1941 ! Ceux que nous pleurons seraient vivants s'il en avait été ainsi. Dire ou écrire ces infamies, c'est cracher sur les tombes des martyrs de Châteaubriant et de beaucoup d'autres lieux de la Résistance. C'est cracher sur la tombe de Charles Michels, 37 ans, député de Paris […] Colporter ces mensonges, c'est cracher sur les tombes de Guy Môquet, 17 ans, lycéen, héros national, arrêté gare de l'Est […] »
Sous le titre « Non aux hargnes rancies de la guerre froide », l'écrivain Gilles Perrault s'en prend sur ce point à Berlière et Liaigre dans une critique de ce livre, parue dans l'hebdomadaire Marianne :
« […] Résistant, Guy Môquet ? L'archive, la sacro-sainte archive démontre le contraire : les tracts qu'il distribuait lors de son arrestation n'appelaient nullement à résister. Ils continuaient à dénoncer imperturbablement le caractère impérialiste de la guerre […] On saura désormais qu'un historien peut être niais et obscène […] Ce que les auteurs semblent incapables de comprendre, c'est que pour tout communiste d'hier ou de demain, rien ne sépare, sinon le hasard des circonstances, le résistant Pierre Georges de l'otage Guy Môquet. […] »
Gilles Perrault, proche du parti communiste, voulait ainsi signifier, en faisant le parallèle entre Pierre Georges, plus connu sous le nom de Fabien, colonel FFI à 24 ans et Guy Môquet, que les deux jeunes communistes les plus célèbres de leur génération, parce qu'ils partageaient le même idéal, étaient justement célébrés comme résistants par les communistes car toute célébration revêt un caractère subjectif. Selon Perrault, le combat anti-communiste qui consiste à renvoyer éternellement les communistes aux ambigüités de la période du Pacte est dépassé, il a des relents de guerre froide.
Dans la préface du livre de la fille de Pierre Georges, publié en 2009, Le colonel Fabien était mon père, Gilles Perrault, a ces mots :

« Les grands morts mènent une vie agitée. Pour la période de l'Occupation, qui ne lésina pas pour la fourniture de héros, ni de traitres, on a vu, entre autres exemples, Jean Moulin, longtemps symbole incontestable de la Résistance, se trouver affublé par des niais importants d'une défroque d'agent soviétique, et le jeune Guy Môquet soupçonné de s'être fait fusiller abusivement par les Allemands en se faisant passer pour un résistant. […] L'équité voudrait que ces militants-là [citant aussi, Charles Tillon et Georges Guingouin], hommes et femmes, fussent comptés parmi les victimes d'un stalinisme qui a souillé leur action et leurs immenses sacrifices. »

Cette controverse, restée assez confidentielle en 2004, resurgit trois ans plus tard lorsque Nicolas Sarkozy met Guy Môquet sur la scène de sa campagne électorale et de son début de mandat présidentiel (voir ci-dessous). Jean-Marc Berlière, en compagnie de Sylvain Boulouque, publie une tribune dans le journal Le Monde où il souligne que :
« […] Les tracts qu’il distribue en cet été-automne 1940 s’inscrivent totalement dans la ligne du Parti et n’appellent donc pas à la résistance,. »
Serge Wolikow, Xavier Vigna et Jean Vigreux répliquent à cet article dans le quotidien communiste L'Humanité sous le titre « Un peu de rigueur » où ils défendent la thèse selon laquelle s'opposer au gouvernement de Vichy en octobre 1940 serait nécessairement un acte de Résistance : 
« […] Si dénoncer Vichy et les conditions de vie de l’été et l’automne 1940 n’est pas une forme de Résistance, que reste-t-il pour apprécier la Résistance de 1940? »
Lorsque Jean-Pierre Azéma est sollicité par le magazine L'Histoire pour éclairer les lecteurs, il s'appuie entièrement sur l'ouvrage de Berlière et Liaigre pour traiter la trajectoire de Guy Môquet et les aspects mémoriels qui ont suivi son exécution et contourne la question « Môquet était-il Résistant ? » en ouvrant sur une problématique plus générale :
« […] Si dans la Résistance n'ont pas milité seulement des femmes et hommes « de gauche », si tous les hommes politiques de droite ne se sont pas retrouvés à Vichy, ce sont bien les hommes de la droite d'alors qui, par haine de la gauche, ont aidé l'occupant à établir la liste des 27 suppliciés. »
Quant au résistant gaulliste Maurice Druon, il optera en octobre 2007 pour une approche consensuelle en écrivant dans Le Figaro :
« Reportons-nous à l'époque : ce qui était important, c'était de résister. Ce n'était pas de savoir si l'on était communiste ou gaulliste. Il n'est pas inutile de rappeler, de temps en temps, à de très jeunes gens qui l'ont sans doute oublié ou qui ne l'ont jamais su que s'ils vivent aujourd'hui en République, c'est grâce à des garçons comme Guy Môquet. »

### Célébrations depuis 2007

#### Élection présidentielle française de 2007
Pendant la campagne présidentielle française de 2007, Nicolas Sarkozy évoque la figure de Guy Môquet le 14 janvier 2007, au congrès de l'UMP. Ce faisant, il s'attire la réplique de Marie-George Buffet, candidate soutenue par les communistes : « Il a osé invoquer Jaurès, Blum et Guy Môquet ! J'interdis à ce ministre d'État qui fait la chasse aux enfants dans les écoles, qui veut emprisonner les mineurs, d'utiliser le nom de Guy Môquet […] ». Il l'évoque aussi le 18 mars, au Zénith de Paris : « Il était profond, il était grand Guy Môquet quand il fut fusillé par l’occupant […] », ainsi que les 20 mars, 10, 11, et 24 avril.
Le jour de son investiture, lors d'une cérémonie au monument de la cascade du bois de Boulogne, après avoir fait lire la dernière lettre de Guy Môquet par une lycéenne, le nouveau président annonce qu'il la fera lire dans tous les lycées du pays, en début d'année scolaire : « Un jeune homme de dix-sept ans qui donne sa vie à la France, c'est un exemple non pas du passé mais pour l'avenir […] ». Cette initiative provoque des controverses et des prises de positions marquées. Si d'un côté le PCF et Libération saluent le « message fort » et le « devoir de mémoire » que constitue cette initiative, d'un autre côté les critiques ne sont pas absentes, le Comité de vigilance face aux usages publics de l’histoire (CVUH) estimant cette commémoration contraire à l'esprit de la pratique historique. Deux de ses membres, professeurs d'histoire-géographie en lycée et donc directement concernés par l'initiative présidentielle, publient des tribunes dans Libération et L'Humanité pour expliquer leur opposition. 
La prise de position de Laurent Joffrin, publiée de manière exceptionnelle dans les pages débats de son quotidien, est en fait une réponse à la tribune exprimant une position inverse publiée deux jours plus tôt. Plusieurs historiens membres du CVUH demanderont, en vain, la publication d'une mise au point.
Au cours des mois de septembre et octobre 2007, Guy Môquet, sa lettre, la lecture programmée de sa lettre dans les établissements scolaires et les polémiques que cette dernière suscitent occupent une place de premier plan dans les médias français. 
C'est à la fin du mois d'août que la date du 22 octobre, jour anniversaire de l'exécution de Môquet et de ses camarades, choisie pour la commémoration, est communiquée aux enseignants. Dans les pages « Rebonds » de Libération, Pierre Schill remarque que l´utilisation du terme « compagnons » dans l'intitulé officiel de la cérémonie, préféré aux « camarades » habituellement employé par les communistes, traduit de manière symbolique la « dépolitisation » de Môquet et sa récupération présidentielle. Dans le numéro de septembre du magazine L'Histoire, Jean-Pierre Azéma revient sur l'affaire et critique la « caporalisation mémorielle », d'une part pour son dirigisme envers les enseignants, d'autre part parce qu'Azéma estime que l'hommage occulte le rôle de la collaboration, en particulier de droite. Azéma souligne la rupture avec l'attitude du président Chirac, par exemple dans son discours sur la rafle du Vélodrome d'Hiver. 
Le 7 septembre a lieu le match d'ouverture de la Coupe du monde de rugby entre la France et l'Argentine. Nicolas Sarkozy demande au sélectionneur et futur secrétaire d'Etat aux sports, Bernard Laporte, de lire la lettre. Celui-ci demande à son tour au capitaine de l'équipe de France, Raphaël Ibanez, de la lire. Ce dernier refuse, la jugeant émotionnellement inappropriée avant un tel match, et c'est finalement le jeune arrière Clément Poitrenaud qui s'en charge. La France rate son match et perd 12 à 17, ce qui suscite une nouvelle polémique,. 
Le 19 septembre, en compagnie notamment du député socialiste Jean-Marc Ayrault, d'une centaine d'anciens combattants, Nicolas Sarkozy se déplace à Châteaubriant et rend hommage aux fusillés dont Guy Môquet. Les réactions sont alors partagées entre les participants. Si pour un ancien maquisard, il s'agit d'un hommage important, la trésorière du comité des fusillés de Châteaubriant remarque que cela sert de « publicité » au président. Le vice-président de l'amicale nationale Châteaubriant-Voves-Rouillé dénonce, quant à lui, une « manifestation indécente » qui a tourné à la « sarkomania ». Le 3 octobre, le SNES appelle les professeurs à boycotter la lecture en lycée. 
À la station de métro portant son nom, lors de la commémoration nationale de Guy Môquet du 22 octobre, la RATP distribue aux voyageurs des dépliants consacrés aux stations de métro liées à la Résistance. Une vidéo est projetée sur deux écrans LCD gardés par des vigiles, et des affiches sur Guy Môquet sont exposées. La dernière lettre de Guy Môquet est lue en présence du secrétaire d'État aux Transports Dominique Bussereau et du président de la RATP. Des enseignants et des élèves opposés à la commémoration manifestent à l'extérieur de la station. Des orateurs prennent la parole sur une estrade, dont Marie-George Buffet.
Le 22 octobre, un court-métrage de deux minutes trente, La Lettre, réalisé par François Hanss et mettant en scène Jean-Baptiste Maunier dans le rôle de Guy Môquet, est diffusé sur différents médias audiovisuels publics,.
Guy Krivopissko, conservateur au musée de la Résistance nationale,, suggère que le poème dit « Poème Guy de Môquet » soit lu au même titre que la lettre, car il permettait de mieux comprendre son engagement. 
La commémoration du 22 octobre 2007 s'accompagne de l'émission d'un timbre-poste dessiné et gravé par Yves Beaujard à partir d'une photographie de Guy Môquet, ainsi que la parution d'un document philatélique. Cette émission est officialisée seulement un mois avant, dans un arrêté du ministère de l'Économie, des Finances et de l'Emploi du 21 septembre 2007. 
Le 26 octobre, face aux polémiques émises par la lecture de la lettre de Guy Môquet dans les lycées, le Gouvernement annonce qu'en 2008, la journée sera « consacrée à la jeunesse résistante ».

#### 2008
En avril 2008, le Comité de vigilance face aux usages publics de l'histoire (CVUH) publie l'ouvrage collectif d'une vingtaine d’historiens : Comment Nicolas Sarkozy écrit l'histoire de France, dont le but est d'analyser « les usages que fait de l'histoire Nicolas Sarkozy pour permettre de saisir les mécaniques à l'œuvre dans cette vaste entreprise de reconstruction d'un roman national. » et comportant une notice sur Guy Môquet.
En septembre 2008, une note de service parue au Bulletin officiel de l'Éducation nationale associe la commémoration de Guy Môquet à la « Semaine de l'Europe à l'École », du 20 au 24 octobre, et propose aux enseignants de traiter « l'engagement de la jeunesse pendant les années noires de l'Europe ».
Le 21 octobre, France 2 diffuse le téléfilm Guy Môquet, un amour fusillé, réalisé par Philippe Berenger, avec Théo Frilet dans le rôle principal.

#### 2009
Le 19 octobre, Jean-Louis Nembrini, directeur général de l'enseignement scolaire, indique que la lecture de la lettre de Guy Môquet reste « obligatoire », le 22 octobre, dans les lycées, contrairement à ce qu'avait pu laisser supposer une note de service du Bulletin officiel de l'Éducation nationale (du 24 septembre),. Cette information est confirmée par Luc Chatel, ministre de l'Éducation nationale. Tandis que Henri Guaino, conseiller spécial du président de la République rappelle aux professeurs qu'ils sont des fonctionnaires et qu'ils doivent « obéir aux directives ».

#### 2012
Guy Môquet est interprété par Léo-Paul Salmain dans La Mer à l'aube de Volker Schlöndorff diffusé sur Arte en mars 2012.

## Distinctions
- Chevalier de la Légion d'honneur en 1946 ;
- Croix de guerre 1939–1945 ;
- Médaille de la Résistance française par décret du 23 juillet 1965[152] ;
- Mort pour la France[2]

### Filmographie
- 2008 : Guy Môquet, un amour fusillé de Philippe Bérenger
- 2012 : La Mer à l'aube de Volker Schlöndorff